# Sainte-Catherine-de-Fierbois

Sainte-Catherine-de-Fierbois este o comună în departamentul Indre-et-Loire, Franța. În 1 ianuarie 2022 avea o populație de 760 de locuitori.